# Höglandssolfågel
Höglandssolfågel (Cinnyris mediocris) är en fågel i familjen solfåglar inom ordningen tättingar.

## Utseende och läte
Höglandssolfågeln är en medelstor solfågel med färgglad dräkt hos hanen i rött och grönt, medan honan är färglöst brunaktig. Hanen har vidare gula fjädertofsar vid skuldrorna som dock oftast hålls dolda. Arten är mycket lik bergsolfågeln och olivbukig solfågel, men hanen urskiljs genom en blå kant ovan det röda bröstbandet. Honan är mycket svår att skilja från hona preussolfågel, men saknar det ljusa ögonstrecket hos olivbukig solfågel. Lätet är ett rent "tseet" som ofta följs av en snabb serie med ljusa toner.

## Utbredning och systematik
Höglandssolfågeln förekommer i västra och centrala Kenya samt norra Tanzania. Tidigare inkluderades både usambarasolfågeln (Cinnyris usambaricus) och malawisolfågeln (C. fuelleborni) i höglandssolfågeln.

## Status
Arten har ett stort utbredningsområde och beståndet anses vara stabilt. Internationella naturvårdsunionen IUCN listar den därför som livskraftig (LC).